# Timirjazevskaja
Timirjazevskaja (ryska: Тимирязевская) är en tunnelbanestation på Serpuchovsko-Timirjazevskaja-linjen i Moskvas tunnelbana, invigd den 7 mars 1991 som en del i den stora norra utvidgningen av linjen.
Stationen är namngiven efter det närliggande Timirjazevs Lantbruksuniversitet, en av Rysslands äldsta lantbrukshögskolor. Tunnelbanestationen ligger i anslutning till den västra slutstationen av Moskvas monorail, och Timirjazevstationen på Savjolovskij-järnvägen med norrgående tågtrafik.
Timirjazevskaja är den enda tunnelbanestationen i Moskva som är av typen djupliggande enkelvalvsstation. 